# Confolens
Confolensⓘ – miejscowość i gmina we Francji, w regionie Nowa Akwitania, w departamencie Charente. 1 stycznia 2016 roku połączono dwie wcześniejsze gminy: Confolens oraz Saint-Germain-de-Confolens. Siedzibą gminy została miejscowość Confolens, a nowa gmina przyjęła jej nazwę. W 2013 roku populacja Confolens wynosiła 2839 mieszkańców. 